# Orujo

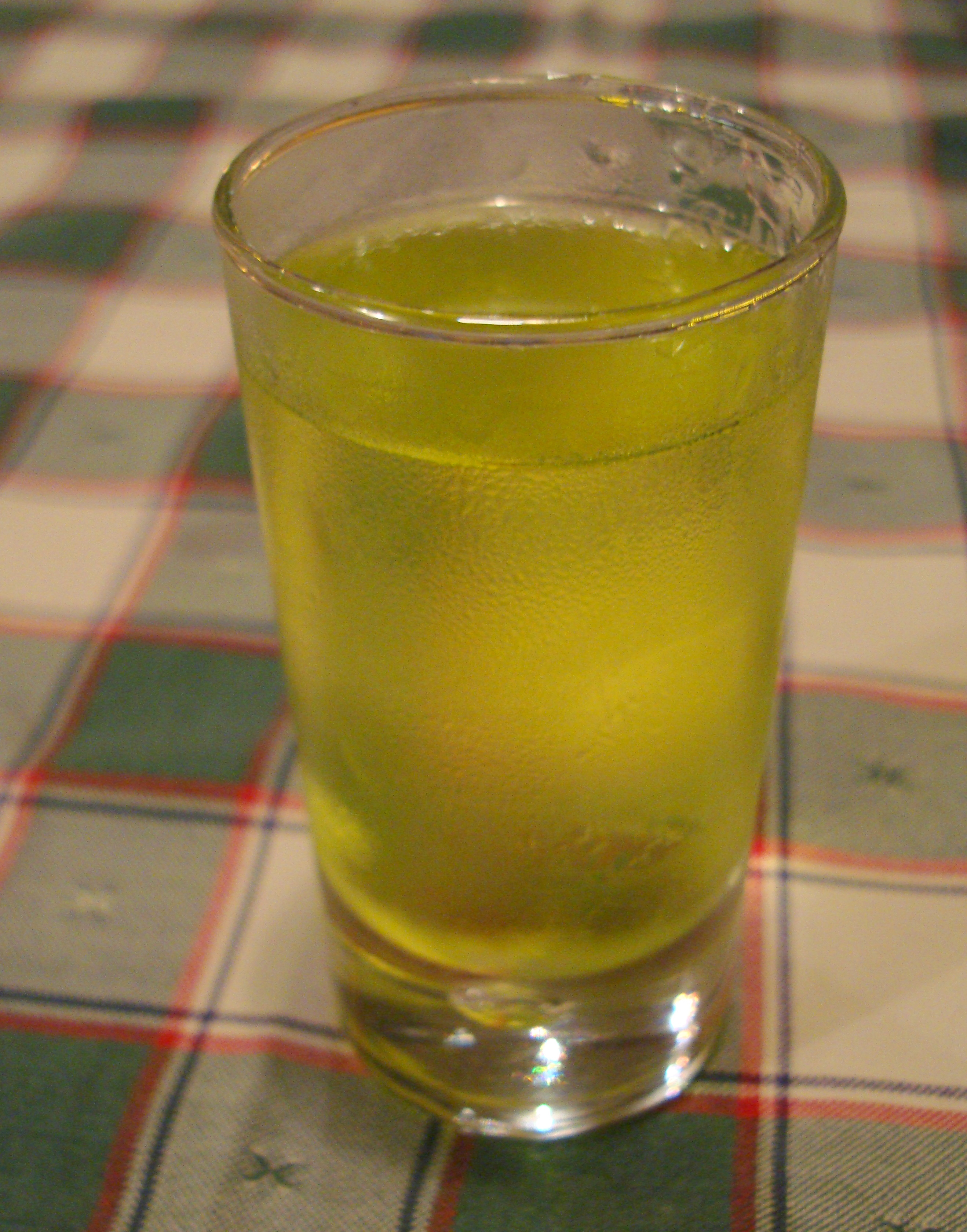
Orujo ziołowe

Orujo (gal. oruxu) – hiszpański winiak produkowany z wytłoków winogronowych. Jest to odpowiednik włoskiej grappy. Napój zawiera 40–50% alkoholu.
Ojczyzną tego alkoholu jest Galicja, gdzie nazywany jest aguardente lub caña. Występuje jako alkohol czysty lub żółty (w wersji ziołowej).